# Lapák

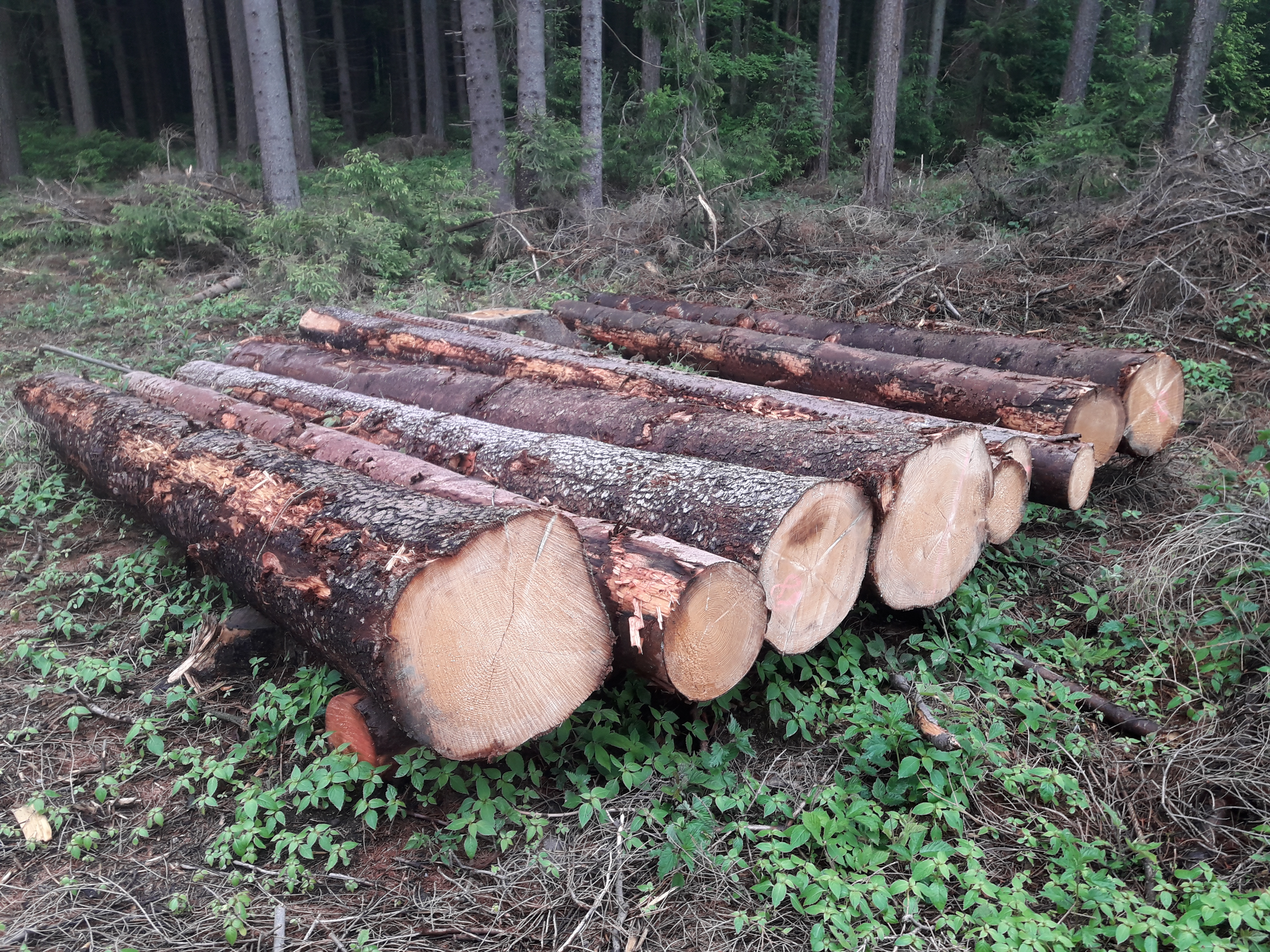
Lapáky

Lapák je evidovaný, skácený, zdravý a odvětvený strom nebo jeho část, atraktivní pro daný druh kůrovce, určený k jeho kontrole, případně hubení (pro lýkožrouta smrkového se tedy používá smrk).
Lapáky mají mít výčetní tloušťku minimálně 20 cm. Zakrývají se po celé délce větvemi, aby se zpomalilo vysychání kůry.
Lákací schopnost lapáků a jejich využití k agregaci kůrovců jsou známy od 30. let 19. století, kdy je do lesnické praxe v oblasti Harzu zavedl Heinrich Julius von Uslar v roce 1840.[zdroj?]